# Chambonas
Chambonas ist eine französische Gemeinde mit 978 Einwohnern (Stand 1. Januar 2022) im Département Ardèche in der Region Auvergne-Rhône-Alpes. Sie gehört zum Gemeindeverband Chassezac et Claysse.

## Geografie
Chambonas liegt im Tal des Chassezac, zwischen Les Vans und Les Salelles. Zur Gemeinde gehören die Weiler Sielves und Marvignes, die bekannt für ihre altertümlichen Häuser sind. Im Norden erstrecken sich die Berge der niederen Cevennen. Die Ortschaft grenzt an die Nachbargemeinde Banne. Die nächstgrößere Stadt ist Aubenas in 31 Kilometern nordöstlicher Richtung.

## Geschichte
Der Ort war im Mittelalter in Besitz der gleichnamigen Herrscherfamilie Chambonas und wechselte anschließend mehrmals den Eigentümer. Zunächst übernahmen die Malbosc, dann folgten La-Garde-Guérin und Lagard-Chambonas. Im 17. Jahrhundert wurde der Ort Marquisat.
Die Kirche Saint-Martin in Chambonas gehörte im Mittelalter zur Diözese von Uzès. 1200 vergab der Bischof von Uzès die Pfarrei an die Abtei von Saint-Gilles.

### Bevölkerungsentwicklung
| Jahr                       | 1962 | 1968 | 1975 | 1982 | 1990 | 1999 | 2007 | 2016 |
| Einwohner                  | 605  | 605  | 566  | 520  | 552  | 555  | 600  | 879  |
| Quellen: Cassini und INSEE |      |      |      |      |      |      |      |      |

## Kultur und Sehenswürdigkeiten

### Bauwerke
Das Schloss von Chambonas wurde vom 12. bis ins 17. Jahrhundert erbaut. Es wurde 1963 teilweise als Monument historique (historisches Denkmal) klassifiziert und teilweise in das Zusatzverzeichnis der Monuments historiques eingetragen. Auffällig ist sein viereckiger Grundriss, der von vier Türmen flankiert wird. Im Gebäude selbst sind zahlreiche große Zimmer und Salons untergebracht. Das Dach ist mit glasierten Ziegeln geschmückt. Zum Schloss gehört ein Barockgarten, der im 18. Jahrhundert von André Le Nôtre und seinen Schülern angelegt worden war.
Die romanische Kirche Saint-Martin wurde anstelle einer älteren Kirche im 13. Jahrhundert erbaut. Sie ist seit 1907 als Monument historique klassifiziert.
Eine Brücke über den Chassezac wurde gegen Ende des 13. Jahrhunderts von den Mönchen von Saint-Gilles erbaut. Sie ist seit 1962 in das Zusatzverzeichnis der Monuments historiques eingetragen, musste aber aufgrund mehrmaliger Zerstörungen, in den Hugenottenkriegen (1562–1598) und im Zweiten Weltkrieg 1944, wieder aufgebaut werden.
Das Schloss Château de Scipionnet dient heute als Hotel.

### Museen
Im Schweinemuseum Les Sièlves gibt es lebende Schweine verschiedener Rassen zu sehen, außerdem andere Nutztiere, Kaninchen, Vögel, Ratten und Mäuse. Es bietet einen Einblick in die Geschichte des Schweins, zeigt Kunstwerke, Filme und Objekte rund ums Schwein, und erläutert die Rolle des Schweins in der Mythologie.

## Wirtschaft
Das Bild der Gemeinde wird von Weiden und Wald bestimmt. Wichtige Erwerbszweige der Chambonasais sind Weinbau, Obstbau und die Zucht von Hausziegen.